# 4193 Salanave
4193 Salanave је астероид главног астероидног појаса чија средња удаљеност од Сунца износи 3,147 астрономских јединица (АЈ).
Апсолутна магнитуда астероида је 12,3.